# NGC 1402
NGC 1402 是南天波江座的一個透鏡狀星系。他在哈伯序列中被分為SB0。据估计，它距银河系1.88亿光年，直径约45,000光年。在天球中NGC 1402所在的区域还有NGC 1391、NGC 1400、NGC 1407、IC 343等星系。该天体于1886年由美国天文学家法蘭斯·萊文沃思所發現。